# Ирвин, Марк
Марк Ирвин (англ. Mark Irwin; род. 7 августа 1950, Торонто) — канадский кинооператор, широко известный ранним сотрудничеством с режиссёром Дэвидом Кроненбергом в таких фильмах, как «Беспутная компания», «Выводок», «Сканнеры», «Видеодром», «Мертвая зона» и «Муха». Также сотрудничал с братьями Фаррелли, Уэсом Крейвеном, Дэвидом Цукером, Чаком Расселом и другими режиссёрами. Знак зодиака — Лев. Участвовал более чем в 107 картинах начиная с 1976 года.

## Фильмография
- Вторжение звездных кораблей (1970)
- Беспутная компания (1979)
- Выводок (1979)
- Сканнеры (1980)
- Вечерняя школа (1981)
- Остров Тани (1980)
- Крики в ночи (1980)
- Видеодром (1983)
- Мертвая зона (1983)
- Спазмы (1983)
- Покровитель (1985)
- Молодая кровь (1986)
- Муха (1986)
- Дочь Спирфилда (1986)
- Робокоп 2 (1990)
- Разборка в маленьком Токио (1991)
- Пассажир 57 (1992)
- Лучший друг человека (1993)
- Могучие утята 2 (1994)
- Кошмар на улице Вязов 7: Новый кошмар (1994)
- Тупой и ещё тупее (1994)
- Вампир в Бруклине (1995)
- Крик (1996)
- Заводила (1996)
- Все без ума от Мэри (1998)
- 10 причин моей ненависти (1999)
- Дорожное приключение (2000)
- Я, снова я и Ирэн (2000)
- Американский пирог 2 (2001)
- Осмосис Джонс (2001)
- Очень страшное кино 3 (2003)
- Старая закалка (2003)
- Разыскиваются в Малибу (2003)
- Дом большой мамочки 2 (2006)
- Короткий путь (2009)
- Без ансамбля (2009)